# Ursula Baum
Ursula Baum (* 1967) ist eine deutsche Kommunalpolitikerin (FDP) und seit dem 1. November 2020 Bürgermeisterin der Stadt Kaarst im Rhein-Kreis Neuss.
Baum arbeitete von 2016 bis 2020 als Projektmanagement-Expertin und engagierte sich in der Flüchtlingsarbeit bei der Caritas.
Ursula Baum ist seit 1999 politisch aktiv. Sie war von 2004 bis 2020 Vorsitzende des Jugendhilfeausschusses der Stadt Kaarst und von 2014 bis 2020 erste stellvertretende Bürgermeisterin. Im Jahr 2020 kandidierte sie für das Bürgermeisteramt und setzte sich in der Stichwahl am 27. September 2020 mit 59,4 % der Stimmen gegen den CDU-Kandidaten Lars Christoph durch. 2022 wurde sie für ihr Engagement mit dem Bundesverdienstkreuz ausgezeichnet.
Sie lebt seit 1996 mit ihrer Familie in Kaarst-Büttgen. Ursula Baum ist verheiratet und Mutter zweier Töchter.